# Диллинджер (фильм, 1945)
«Диллинджер» (англ. Dillinger) — гангстерский фильм нуар режиссёра Макса Носсека, который вышел на экраны в 1945 году.
Фильм рассказывает о взлёте и падении знаменитого американского гангстера 1930-х годов Джона Диллинджера, роль которого исполнил Лоуренс Тирни.
Несмотря на сравнительно скромный бюджет, фильм имел большой коммерческий успех. Критика также высоко оценила художественные качества картины, особенно выделив игру Тирни в заглавной роли.

## Сюжет
В кинотеатре зрители смотрят документальные кадры преступлений знаменитого гангстера Джона Диллинджера (Лоуренс Тирни). После окончания фильма на сцену выходит отец Диллинджера (Виктор Килиан), который рассказывает о детстве сына, которое тот провёл в Индиане. По словам отца, в детстве Джона не было ничего особенного, он рос как обычный ребёнок, окончил школу и даже поступил в колледж. Вместе с тем, Джон был амбициозен и хотел идти своим путём. Он уехал из родного города на поиски счастья в Индианаполис. Однажды, выпивая в баре вместе со своей подружкой, Джон по её настойчивой просьбе заказал ещё по стаканчику. Когда официант попросил оплату вперёд, Джон стал выписывать чек, однако официант попросил оплату наличными. Джон извинился, вышел из бара, зашёл в ближайшую бакалейную лавку, и, угрожая пистолетом, который якобы находится у него в кармане, вынул из кассы 7 долларов 20 центов. Сразу около магазина Джона задержал полицейский, и вскоре за ограбление он был осуждён и отправился в тюрьму. Там Джон, который сразу стал проявлять свой нрав, познакомился с соседом по камере, интеллигентным на вид, авторитетным грабителем Спексом Грином (Эдмунд Лоу). Джон быстро стал набираться опыта у Спекса. Обратив внимание на его способности, Спекс представил его членам своей банды, отбывавшим в той же тюрьме 13-летний срок. В банду Спекса входили Марко Минелли (Эдуардо Чианнелли), Док Медисон (Марк Лоуренс) и Кирк Отто (Элайша Кук-младший). Когда до выхода Джона на свободу остаётся полгода, он обещает Спексу и его людям, что организует их побег. Выйдя из тюрьмы, Джон идёт в кинотеатр. Перед началом сеанса он флиртует с кассиршей Хелен Роджерс (Энн Джеффрис), а после окончания фильма грабит кассу кинотеатра. В полицейском участке по фотографии из полицейского архива Хелен опознаёт Джона, однако при опознании «вживую» делает вид, что не узнаёт его. Джона отпускают, и он вместе с Хелен идёт в ресторан. Вскоре Джон начинает готовиться к организации побега Спекса и его людей. Он покупает бочку с цементом, предназначенную для отправки в тюрьму. В бочку он кладёт оружие и ставит на ней особую пометку. Затем он пишет Спексу письмо, сообщая ему, когда и как состоится побег. Когда Спекс и его люди работают в карьере, приезжает грузовик с цементными бочками. Спекс и его люди при разгрузке грузовика находят нужную бочку, и, достав из неё оружие, вырываются на свободу.
Вскоре после этого Джон вместе с бандой Спекса совершает серию ограблений банков на Среднем Западе. Когда свидетели одного из ограблений опознают Спекса и его людей, те вынуждены на некоторое время залечь на дно в своём логове. Перед осуществлением очередного ограбления Спекс посылает Джона в разведку. Первым делом Джон вместе с Хелен направляется в ресторан к тому самому официанту, который в своё время отказался принять его чек, и жестоко избивает его. Затем под видом клиента, желающего открыть счёт на приличную сумму, Джон проходит к управляющему банком, который демонстрирует ему систему охраны. Узнав от Джона о серьёзной защите банка, грабители опасаются идти на дело, однако куш, который их ожидает, составляет 80 тысяч долларов. Спекс разрабатывает свой план с привлечением нескольких человек со стороны, однако Джон выступает с альтернативным планом, который поддерживают другие члены банды. Во время разгрузки инкассаторской машины около банка бандиты бросают газовые гранаты, парализуя охрану, а затем угоняют автомобиль с деньгами. При дележе добычи Спекс как обычно берёт себе двойную долю, однако Джон забирает её себе, фактически становясь главарём банды. Чувствуя опасность, члены банды принимают решение расстаться на месяц, после чего снова встретиться в условленном месте, загородной гостинице, которой управляют приёмные родители Кирка. В течение месяца Джон и Хелен спускают деньги на развлечения и покупку мехов и ювелирных изделий. При встрече в гостинице, которая закрыта в период межсезонья, Джон знакомит своих сообщников с Хелен. Опасаясь полиции, банда принимает решение перебраться дальше на Запад страны, где провести серию новых ограблений. После нескольких ограблений банда приезжает в Тусон, где у Джона, который уже получил от властей и прессы титул «враг общества номер один», начинают болеть зубы, и он нехотя отравляется к дантисту. После того, как врач делает Джону анестезию, в кабинет врывается полиция и арестовывает его. Проходя мимо прессы и толпы зевак, Джон заявляет, что не позже чем через месяц он снова будет на свободе. Находясь в камере предварительного заключения, Джон берёт у соседа по камере нож и деревянную болванку, из которой изготавливает муляж пистолета. Угрожая муляжом, Джон заставляет охранника открыть камеру и сбегает. Присоединившись к банде, Джон демонстрирует им муляж пистолета, а затем достаёт настоящий пистолет и убивает Спекса, заподозрив, что тот сдал его полиции. Джон видит, что в банде появился ещё один человек, Тони (Ральф Льюис), который очень сблизился с Хелен.
Оставшись из-за простоя без денег, члены банды просят Джона срочно найти новое дело. Джон предлагает совершить ограбление поезда, который в почтовом вагоне перевозит 300 тысяч долларов. Во время движения Джон под видом кондуктора проникает в почтовый вагон, где охранники открывают по нему огонь. Другие члены банды присоединяются к перестрелке, в результате которой убивают Кирка, а Джон получает ранение. Банде удаётся скрыться в гостинице родителей Кирка, где находится и Хелен. Узнав о гибели сына, пожилая чета Отто решает сдать банду властям. Заметив это, Джон хладнокровно убивает обоих в тот момент, когда они пытаются позвонить по телефону. Некоторое время спустя полиция, которая идёт по следу грабителей, приближается к гостинице. Узнав об этом, Хелен и Тони собираются бежать на автомобиле. За ними наблюдает Джон, и когда Хелен выходит с вещами, то видит, что за рулём автомобиля сидит Джон. Им удаётся скрыться, а оставшиеся члены банды Марко и Док сдаются властям.
В конце декабря 1933 года Джон и Хелен приезжают в Чикаго, где он скрывается от полиции в арендованной дешёвой квартире. Повсюду развешаны объявления о розыске Диллинджера, обещающие 15 тысяч долларов тому, кто его найдёт, однако Джон не выходит из своего убежища. Так как у них практически закончились деньги, Хелен вынуждена искать работу. Наконец, полгода спустя, в июле 1934 года Джон решает выбраться на улицу, и направляется вместе с Хелен в ближайший кинотеатр. Хелен одевает приметное красное платье, по которому её должны опознать агенты ФБР. Когда Джон и Хелен выходят из кинотеатра, она отходит в киоск, чтобы купить конфет. В этот момент на Джона нападают агенты ФБР. Джон пытается бежать, однако агенты загоняют его в глухую подворотню, где расстреливают. При обыске у него в карманах находят лишь 7 долларов и 20 центов.

## В ролях
- Лоуренс Тирни — Джон Диллинджер
- Эдмунд Лоу — Спекс Грин
- Энн Джеффрис — Хелен Роджерс
- Эдуардо Чианнелли — Марко Минелли
- Марк Лоуренс — Док Мэдисон
- Элиша Кук-младший — Кирк Отто
- Ральф Льюис — Тони
- Эльза Дженссен — миссис Отто
- Людвиг Стёссер — мистер Отто
- Констанс Уорт — блондинка в баре

В титрах не указаны
- Джек Малхолл — офицер полиции
- Виктор Килиан — отец Джона Диллинджера

## Создатели фильма
Драматург и сценарист Филип Йордан начал голливудскую карьеру в 1942 году, и до «Диллинджера» принял участие в работе над шестью картинами, лучшей из которых был фильм нуар «Когда незнакомцы женятся» (1944). «Диллинджер», который принёс Йордану номинацию на «Оскар», стал его первым крупным успехом. Позднее, уже в 1952 году Йордан был номинирован на «Оскар» за сценарий фильма нуар «Детективная история» (1951), а в 1955 году, наконец, завоевал награду за вестерн «Сломанное копьё» (1954). Лучшие картины по сценариям Йордана пришлись на 1950-е годы, среди них фильмы нуар «Выхода нет» (1950), «Паника на улицах» (1950), «Большой ансамбль» (1955) и «Тем тяжелее падение» (1956), а также вестерны «Джонни Гитара» (1954), «Человек из Ларами» (1955) и «День преступника» (1959).
Режиссёр Макс Носсек, который начинал свою карьеру в 1930 году в Германии, в 1940 году перебрался в Голливуд, где в период до 1954 года поставил 12 фильмов, самые значимые среди которых помимо «Диллинджера» были фильмы нуар «Брайтонский душитель» (1945), «Убей или убьют тебя» (1950) и «Хулиган» (1951), в двух последних из них главную роль сыграл Лоуренс Тирни.
По информации Американского института киноискусства, в фильме «Диллинджер» Лоуренс Тирни сыграл свою первую главную роль, и «по этой роли его знают и помнят лучше всего». Тирни, которого в Daily Variety однажды описали как «моложавого Богарта», в дальнейшем сыграл многих преступников садистского плана. Как отмечает киновед Ричард Харланд Смит, Тирни родился в Бруклине и имел постоянный контракт со студией RKO Radio Pictures, однако сыграл там «лишь в нескольких фильмах, при чём главным образом эпизодические роли». По мнению Смита, самой памятной среди них была, вероятно, роль в фильме продюсера Вэла Льютона «Корабль-призрак» (1943), где он сыграл «несчастного моряка, который гибнет жестокой смертью от ударов якорной цепи». После «Диллинджера» Тирни получил серию главных ролей, играя, как правило, социопатов. Среди них такие фильмы, как «Рождённый убивать» (1947) Роберта Уайза и «Дьявол едет автостопом» (1947) Феликса Фейста на RKO, а также заглавный персонаж в фильме United Artists «Хулиган» (1951), который поставил Носсек. В дальнейшем репутация Тирни серьёзно пострадает из-за его всё более дерзкого и яростного поведения на съёмках. В результате к 1970-м годам его понизят до фильмов более низкой категории. Однако Тирни получит свой камбэк, когда сыграет в фильме Квентина Тарантино «Бешеные псы» (1992).

## История, положенная в основу фильма
Как и показано в фильме, Джон Диллинджер родился и вырос в Индиане, начав свою криминальную деятельность в 1924 году в возрасте 21 года. После ареста за ограбление бакалейной лавки Диллинджер провёл девять лет в тюрьме, затем возглавлял банду грабителей на Среднем Западе. Названный директором ФБР Дж. Эдгаром Гувером «врагом общества номер один», Диллинджер дважды бежал из тюрем, а в апреле 1934 года, открыв огонь, вырвался из полицейской ловушки в Висконсине. 22 июля 1934 года он был застрелен агентами ФБР перед входом в кинотеатр Biograph в Чикаго, где вместе с подругой смотрел фильм «Манхэттенская мелодрама». Считается, что именно эта женщина выдала Диллинджера ФБР. Она стала известна как «леди в красном», так как в тот день была в красном платье, чтобы её было легче узнать агентам ФБР.

## Американское гангстерское кино до этого фильма
Как отмечает Смит, начало жанру гангстерского кино было положено тремя фильмами о крутых парнях — «Маленький Цезарь» (1931) Мервина Лероя, «Враг общества» Уильяма Уэллмана (1931) и «Лицо со шрамом» (1932) Говарда Хоукса. Однако ещё до жестокой гибели Диллинджера в Чикаго 22 июля 1934 года Офис Хейса, который осуществлял цензуру в кино, запретил Голливуду производить фильмы, рассказывающие о получивших широкий резонанс похождениях «врага общества номер один». Как отмечалось в официальном коммюнике Офиса, «такая картина нанесла бы ущерб наилучшим интересам общества», добиваясь от крупных студий подписания соглашения, которое бы категорически запрещало подобные фильмы. Место гангстерских фильмов заняли полицейские процедуралы, такие как «Джимены» (1935) Уильяма Кили и «Не жалей их» (1935) Джорджа Маршалла. Однако, по словам Смита, криминальные фигуры типа Диллинджера всё равно порой просачивались на экран, в частности, такими были персонажи Хамфри Богарта в фильмах «Окаменелый лес» (1936) и «Высокая Сьерра» (1941). Вместе с тем, «крупные студии избегали того, чтобы с экрана прозвучало имя Диллинджер». Наконец, как отмечает Смит, малая студия Monogram Pictures «решилась выпустить призрак Диллинджера через десятилетие после его убийства. Несмотря на то, что Производственный кодекс Голливуда был уже не столь силён в качестве направляющей силы в киноиндустрии, тем не менее Офис Хейса твёрдо напомнил кинокомпании, чтобы она держала заявленный байопик о Диллинджере в рамках, установленных специальными правилами, касающимися преступности в фильмах».

## История создания фильма

### Работа над сценарием
По словам Смита, первоначально студия планировала сделать фильм об Ане Кумпанас (англ.  Ana Cumpanas), румынской проститутке, прозванной «дамой в красном», которая выдала ФБР местонахождение Диллинджера в обмен на отказ властей от ей депортации. Однако сценарист Филип Йордан (при участии Уильяма Касла, имя которого не указано в титрах) поставил в центр истории Диллинджера. Сценарий Йордана охватил многие известные факты биографии Диллинджера, приуменьшив некоторые элементы (в частности, кровавую перестрелку в с агентами ФБР в гостевом доме «Малая Богемия» в Висконсине, в результате которой Диллинджеру удалось уйти) и преувеличив другие (спасение Диллинджером своих тюремных дружков).

### Подбор актёров
По информации Американского института киноискусства, в августе 1944 года было объявлено, что главную роль в картине сыграет Терри Фрост (англ.  Terry Frost), однако в итоге он сыграл лишь эпизодическую роль (без указания в титрах) федерального агента, который убивает Диллинджера.
В свою очередь, Смит отметил, что глава студии Monogram Стив Бройди (англ.  Steve Broidy) хотел взять на главную роль актёра Честера Морриса, которому уже было за пятьдесят, «однако продюсеры Фрэнк и Моррис Кинги, считали по-другому». Хотя, по словам Смита, «25-летний Лоуренс Тирни внешне больше напоминал звезду немых ковбойских фильмов Уильяма С. Харта, чем красивого, с резкими чертами лица, Джона Диллинджера», братья Кинг настояли на его кандидатуре, заявив, что «если Тирни не будет утверждён на роль, то они с фильмом уйдут на другую студию». Йордан также хотел, чтобы Диллинджера сыграл Тирни, потому что он «выглядел как Диллинджер и был злым». Сам Тирни, который в то время был контрактным актёром студии RKO, рассчитывая на успех в этой роли, проявил немалое упорство, «заставив себя практически ежедневно посещать офис Monogram в трёх милях от RKO». В итоге «Бройди нехотя согласился на его кандидатуру, и фильм был запущен в производство с бюджетом в 65 тысяч долларов».
Помимо Тирни братья Кинг взяли у RKO в аренду специально для этого фильма актрису Энн Джеффрис на роль «американизированной версии „дамы в красном“». Кроме того, у RKO были позаимствованы актёры второго плана на роли бандитов, среди них «звезда немого кино Эдмунд Лоу на роль полностью вымышленного тюремного наставника Диллинджера по имени Спекс Грин», а также такие постоянные исполнители ролей преступников, как Эдуардо Чианнелли, Марк Лоуренс и Элиша Кук-младший. Запоминающиеся эпизодические роли получили также Селмер Джексон в роли зубного врача, Людвиг Стёссел в роли управляющего гостиницей, а также Виктор Килиан, получивший «странную роль обиженного отца Диллинджера, который выходит на сцену с рассказом после окончания фильма».

### Производство
Съёмки фильма проходили в течение октября 1944 года. Рабочими названиями фильма на разных этапах работы были «Джон Диллинджер» (англ.  John Dillinger), «Убийца Д» (англ.  Killer D) и «Джон Диллинджер, гангстер» (англ.  John Dillinger, Mobster).
Имя Лоуренса Тирни стоит в начальных титрах не в списке актёров, а после имени режиссёра. По многочисленным воспоминаниям, Тирни очень нервничал во время съёмок фильма. Как написал Смит, «из-за постоянных нервных приступов у актёра пришлось установить портативный туалет прямо у съёмочного павильона, чтобы он отсутствовал как можно меньше».
Сцена изощрённого ограбления инкассаторской машины полностью взята из фильма Фритца Ланга «Жизнь даётся один раз» (1937).
Сцены гостиницы Отто снимались в городке Биг-Беар-Сити в Южной Калифорнии.
В последнем эпизоде фильма в кинотеатре показаны фрагменты из мультфильма Уолта Диснея про Микки Мауса. Во время этой сцены слышен закадровый разговор, однако никаких реплик из фильма «Манхэттенская мелодрама» (1934), на который пришли Диллинджер и Хелен, в фильме не звучит.

### Реакция цензуры на фильм
Ещё в марте 1934 года Офис Хейса в своей телеграмме кинокомпаниям указал, что по решению «исполнительного комитета Ассоциации кинопроизводителей США, никакая картина, основанная на жизни и похождениях Джона Диллинджера» не может быть «произведена, распространена или показана никакой компанией-членом ассоциации», по причине уверенности в том, что «такая картина нанесла бы ущерб наилучшим общественным интересам». Хотя это указание, вероятно, уже не действовало к 1944 году, глава Администрации Производственного кодекса (PCA) Джозеф И. Брин в письме от 28 июня 1944 года дал понять продюсеру Франклину Кингу, что согласие PCA на прокат фильма «Диллинджер» будет основываться на том, будут ли из сценария устранены «многочисленные нарушения, касающиеся регулирования преступности в фильмах». Брин также предупредил Кинга, что «советы политической цензуры по всей стране» будут «критически» настроены по отношению к фильму, и судя по документации PCA, множество писем с протестами действительно было направлено в PCA и на студию.

### Прокатная судьба фильма
Как пишет Смит, несмотря на то, что по требованию цензурных органов наиболее спорные моменты сценария фильма были смягчены, после премьеры фильма в кинотеатрах в марте 1945 года он столкнулся с очень горячей реакцией различных инстанций. Так, известный голливудский режиссёр Фрэнк Борзейги написал в PCA письмо, осуждающее фильм и поддерживающее «полное устранение фильмов, восхваляющих гангстеров». Министерство обороны США также выступило против фильма из-за показываемого в нём «беззакония». Цензурный совет в Чикаго запретил показ фильма в черте города на два года. В материалах PCA содержится информация, что, за исключением Онтарио, ни один другой штат или территория в Северной Америке в итоге не отказался от картины.
Как отмечает Смит, «несмотря (а, может быть, благодаря) этой шумихе „Диллинджер“ стал большим коммерческим успехом студии Monogram, принеся доход свыше 4 миллионов долларов».
Согласно информации «Голливуд Репортер», в 1952 году дистрибьютор фильма, компания Allied Artists повторно выпустила фильм на экраны.

## Оценка фильма критикой

### Общая оценка фильма
Как написал современный историк кино Брюс Эдер, фильм «был сделан на сверхмалом бюджете, намного меньшем, чем деньги, выделенные на одноимённый римейк Джона Милиуса 1973 года, и тем не менее, он до сих пор имеет высокую репутацию, главным образом благодаря своим нуаровым элементам и сильной игре Лоуренса Тирни в заглавной роли». Кроме того, по мнению критика, «фильм срабатывает главным образом благодаря своей бедности. Если бы режиссёр не был настолько зажат бюджетом, он мог бы попробовать усовершенствовать сцены, однако они получились куда сильнее благодаря быстрому монтажу и минимуму (а иногда и полному отсутствию) актёрских реплик». С учётом «неистового темпа — картина покрывает всю карьеру Диллинджера за 70 минут — получается своего рода гибридный фильм нуар, а именно гангстерский фильм, который срабатывает только благодаря визуальной передаче ощущения роковой обречённости».
Хэл Эриксон отметил, что «Диллинджер» был «девятым фильмом компании братьев Кинг, и их самым финансово успешным проектом по сей день». Фильм прослеживает криминальную карьеру Диллинджера с первой мелкой кражи до впечатляющей гибели в 1934 году перед кинотеатром Biograph Theater в Чикаго. Леонард Молтин высоко оценил картину как «крепкую гангстерскую историю» и «один из лучших фильмов категории В в своей области», даже несмотря на то, что «ключевое банковское ограбление составлено из хроникального материала, оставшегося от фильма Фритца Ланга „Жизнь даётся один раз“». Назвав картину «первой концептуальной гангстерской эпической историей», журнал TimeOut особенно отметил, что она «лишена моральных нотаций, беспристрастно показывая „врага общества номер один“». Как отмечает критик журнала, фильм «является отличным примером сенсационной истории, произведённой за небольшие деньги с имевшимися кадрами хроники… Это отрезвляюще бесстрастное и жёсткое изложение сказочного мифа».

### Оценка актёрской игры
Критики высоко оценили игру Лоуренса Тирни в главной роли. Так, Эдер обратил внимание на то, что «Тирни держит на себе весь фильм, преодолевая некоторые очевидные провалы в бюджете и дыры в сценарии. Его глаза имеют пугающий вид, а его привлекательность делает его страшным и диким персонажем». TimeOut высоко оценил игру Тирни в роли «угрюмого психопата и опытного профессионала, который попадает в газетные заголовки благодаря своему преступному таланту». По словам Эриксона, Тирни благодаря своей реалистичной игре в роли грабителя банков Джона Диллинджера «мгновенно стал культовым фаворитом». Критик также отметил игру Энн Джеффрис в роли «вымышленной подружки Диллинджера по имени Хелен», а также Элишу Кука-младшего, Марка Лоуренса и Эдуардо Чианнелли, которые играют хорошо знакомые для них криминальные роли.

## Признание
В 1946 году за работу над этим фильмом Филип Йордан был удостоен номинации на «Оскар» за лучший сценарий.

## Образ Диллинджера в кино
Как отмечено на сайте Американского института киноискусства, после этой картины Диллинджер был в центре внимания ещё нескольких фильмов. 24 ноября 1971 года компания CBS показала телефильм «Последние дни Диллинджера» как начальный эпизод сериала Рода Серлинга «Свидание с судьбой». В 1973 году режиссёр Джон Милиус поставил на студии American International фильм «Диллинджер» с участием Уоррена Оутса, Бена Джонсона и Клорис Личман. 6 января 1991 года компания ABC показала телефильм «Диллинджер», который поставил Руперт Уэйнрайт, а главные роли сыграли Марк Хармон, Шерилин Фенн и Уилл Пэттон. В этом фильме Лоуренс Тирни сыграл эпизодическую роль шерифа. Наконец, в 1995 году компания Concorde-New Horizons Corp. выпустила фильм «Диллинджер и Капоне», где главные роли сыграли Мартин Шин и Ф. Мюррей Абрахам. В 2009 году кинокомпания Universal Pictures выпустила фильм «Джонни Д.», в котором роль Диллинджера исполнил Джонни Депп. Джон Диллинджер как персонаж появлялся на экране и в других фильмах. В фильме «Малыш Нельсон» (1957) его сыграл Лео Гордон, в фильме «Молодой Диллинджер» (1965) — Ник Адамс, а в фильме «Дама в красном» (1979) — Роберт Конрад.